# Tamula järv
Tamula järv (Tamulasjön) är en sjö i Estland. Den ligger i stadskommunen Võru i landskapet Võrumaa, i den södra delen av landet, 220 km sydost om huvudstaden Tallinn. Tamula järv ligger 69 meter över havet. Arean är 2,16 kvadratkilometer.
Staden Võru ligger vid sjöns norra strand. Tamula järv  avvattnas av Vahejõgi (1,3 km) och Vanajõgi (3,9 km) som båda är biflöden till Võhandu jõgi. Tillflöde är Haraku oja (2 km) som avvattnar den närbelägna sjön Kubija järv (0,17 km2). Den större sjön Vagula järv ligger 2 km västerut.